# ФК Вучијак Мајевац
Фудбалски клуб Вучијак је фудбалски клуб из Мајеваца код Добоја који се такмичи у Регионалној лиги Републике Српске. 

## Историја
Вучијак је на крају сезоне 2007/08. испао из Друге лиге Републике Српске група Центар. За Вучијак су некада наступали: Славен Гајић, Ведран Софић, Александар Тешановић, Дарко Лукичић, Златан Поповић, Ненад Ђукић, Слободан Радовановић,  Горан Гаврић, Саша Убипариповић, Оливер Цвијетић,  Весељко Ерцег, Милош Мутавџић, Дарио Нарић, Саша Благојевић, Ђорђе Никић, Златан Софрић, Жељко Спасојевић, Драган Богдановић, Синиша Поповић, Милан Мартић, Станислав Алексић, Милан Видић, Небојша Секулић, Дражен Никић, Саша Васиљевић, Борислав Лукић, Слободан Старчевић, Бранимир Слијепчевић, Далибор Панић, Славиша Ђукановић, Младен Шуматић, Светислав Игњић, Игор Ђурђић, Ненад Жигић, Сретен Митровић, Бојан Ужар, Младен Живковић, Витомир Цвијановић, Немања Шуматић, Саша Радић, Милан Маријановић, Влатко Вуковић, Радослав Ристић, Слађан Стјепановић, Аммар Омерчић, Давор Трипић, Драшко Нинковић, Зоран Кулишић и Дејан Старчевић.